# Comuna Luka, Zagreb
Luka este o comună în cantonul Zagreb, Croația, având o populație de 1.351 de locuitori (2011).

## Demografie
Componența etnică a comunei Luka
     Croați (99,04%)
     Necunoscut (0%)
     Neclasificat (0,81%)
Componența confesională a comunei Luka
     Catolici (96,97%)
     Musulmani (1,18%)
     Necunoscută (1,33%)
     Alte religii (0,52%)
Conform recensământului din 2011, comuna Luka avea 1.351 de locuitori. Din punct de vedere etnic, majoritatea locuitorilor (99,04%) erau croați. Din punct de vedere confesional, majoritatea locuitorilor (96,97%) erau catolici, cu o minoritate de musulmani (1,18%). Pentru 1,33% din locuitori nu este cunoscută apartenența confesională.